# التغير المناخي في النمسا
يؤثر تغير المناخ في النمسا على درجات الحرارة والطقس والنظم البيئية والتنوع البيولوجي في النمسا. منذ عام 1950، ارتفعت درجات الحرارة بمقدار 1.8 درجة مئوية، وفي المائة وخمسين عامًا الماضية، ذابت الأنهار الجليدية وفقدت قدرًا كبيرًا من حجمها. يُتوقع حدوث تغيرات في أنماط الهطول وزيادة درجات الحرارة وانخفاض تساقط الثلوج وذوبان الأنهار الجليدية وزيادة تواتر الظواهر الجوية القاسية، مثل القحط (الجفاف)، بسبب تغير المناخ. تواجه كل من النظم الإيكولوجية والتنوع البيولوجي في النمسا تغيرات بسبب ارتفاع درجات الحرارة وانتشار الأنواع أليفات الحرارة والأثر السلبي للحرارة والجفاف على الحيوانات والنباتات وزيادة الأنواع الغريبة والمجتاحة وزيادة العوامل الممرضة وانتشار الأمراض.
من المتوقع أن يتأثر الاقتصاد النمساوي بشكل كبير جراء تغير المناخ، وأن يولّد تكاليف تتراوح من 4.2 حتى 5.2 مليون يورو سنويًا بحلول منتصف القرن الواحد والعشرين. تؤدي الأحداث المناخية المتكررة والقاسية إلى زيادة تكاليف إعادة إعمار البنية التحتية وصيانتها، وتؤدي قلة عدد الأيام الثلجية إلى انخفاض عدد السياح بين عشية وضحاها في فصل الشتاء، وتشكل كمية من المشكلات الصحية المرتبطة بالحرارة تحديًا أمام نظام الرعاية الصحية في النمسا.
للتعامل مع آثار تغير المناخ، تُنفذ جهود التخفيف من مختلف الاتجاهات. يخطط السياسيون لتحقيق المحايدة المناخية بحلول عام 2040 على أبعد تقدير، كما هو مذكور في اتفاقية التحالف. كونها جزء من الاتحاد الأوروبي، يتعين على النمسا متابعة الجهود للوصول إلى أهداف الانبعاثات الخاصة بالصفقة الأوروبية الخضراء. غالبًا ما يرى الناشطون أن جهود التخفيف بطيئة للغاية، ويحاولون تسريعها عبر الالتماسات والحملات والاحتجاجات.

## انبعاثات غازات الاحتباس الحراري
وفقًا لاستراتيجية النمسا الوطنية للطاقة والمناخ لتحقيق متطلبات اتفاقية باريس، خططت البلاد لخفض انبعاثات غازات الاحتباس الحراري بنسبة 36% بحلول عام 2030 مقارنةً بمستويات عام 2005. كجزء من الاتحاد الأوروبي، تلتزم النمسا بالمساهمة في تحقيق أهداف الاتحاد الأوروبي المتعلقة بالمناخ لخفض انبعاثات غازات الاحتباس الحراري بنسبة 55% بحلول عام 2030 مقارنةً بمستويات عام 1990، والمحددة في الاتفاقية الأوروبية الخضراء. لبلوغ هذا الهدف، اقتُرح أن ترفع النمسا من هدفها لخفض الانبعاثات بنسبة 48% بحلول عام 2030. بالإضافة إلى ذلك، تخطط الحكومة الحالية لأن تحقق النمسا محايدة الكربون بحلول عام 2040.
تاريخيًا، أصدرت النمسا 5.51 مليار طن من ثنائي أكسيد الكربون نتيجة حرق الوقود الأحفوري وإنتاج الإسمنت، ما ساهم في نسبة 0.32% من انبعاثات ثاني أكسيد الكربون العالمية التراكمية.

### استهلاك الطاقة
ساهم ارتفاع الطلب على الطاقة في النقل والبناء في زيادة الانبعاثات في السنوات الماضية. تعود نسبة 28% من الطاقة في النمسا إلى مصادر متجددة، ما يجعل النمسا ذات دور رئيسي في هذا المجال، إذ يعد الوقود الحيوي والطاقة المائية أهم مصادر الطاقة المتجددة في النمسا. الطاقة النووية غير موجودة في النمسا، بسبب حظرها في الدستور النمساوي. وفقًا لهدفها المتمثل في بلوغ محايدة الكربون في عام 2040، تنوي النمسا الاعتماد بشكل كامل على مصادر الطاقة المتجددة بحلول عام 2030 -بلغ هذا الاعتماد في عام 2018 نسبة 77%. أغلقت النمسا آخر محطة طاقة فحمية في عام 2020 وتهدف إلى إنهاء التدفئة التي تعتمد على الفحم والنفط بحلول عام 2035.
تشمل التدابير الواردة في الخطة الوطنية للطاقة والمناخ في النمسا لتحقيق أهداف الطاقة إنهاء التدفئة المعتمدة على النفط والفحم في المباني، وحظر تدفئة المباني الجديدة بالغاز الطبيعي، وزيادة كبيرة في المنشآت المعتمدة على الطاقة الشمسية، وزيادة أسعار الكربون على كافة القطاعات.

### وسائل النقل
كان قطاع النقل مسؤولًا عن 30% من الانبعاثات في عام 2019، وهو أكبر قطاع مساهم في تغير المناخ في النمسا. منذ عام 1990، زادت الانبعاثات في قطاع النقل بنسبة 52% ولم يحدث انخفاض ملحوظ في التلوث منذ عام 2005. ترتبط أكبر كمية من الانبعاثات بحركة المرور على الطرق وخاصة سيارات الركاب. يشكل تصدير الوقود مشكلة أيضًا، نظرًا لانخفاض الأسعار نسبيًا مقارنةً بالدول المجاورة، إذ يعبر الأفراد الحدود لإعادة تزويد سياراتهم بالوقود في النمسا. ساهم هذا في 25% من الانبعاثات الناتجة عن قطاع النقل في عام 2020.
في 26 أكتوبر عام 2021، أصدرت الوزارة الفيدرالية للعمل المناخي والبيئة والطاقة والتنقل والابتكار والتكنولوجيا ما يسمى بتذكرة المناخ. يسمح شراء هذه التذكرة باستخدام جميع وسائل النقل العام في جميع أنحاء الدولة لمدة عام واحد.

## التأثيرات على البيئة الطبيعية

### تغيرات درجة الحرارة
ارتفعت درجات الحرارة في النمسا بمقدار 1.8 درجة مئوية بين الأعوام 1951-2021، إذ كان متوسط درجة حرارة 8.7 درجة مئوية بعد عام 1951 ونحو 10.5 درجة مئوية قبل عام 2021. بالإضافة إلى ذلك، شوهدت زيادة بلغت وسطيًا 0.12-0.19 درجة مئوية لكل عقد بين عامي 1909 و2008.

### الهطول
بين عامي 1990 و2050، أظهرت النمذجة زيادة بنسبة 85% في هطول الأمطار في جبال الألب الشمالية و11% في جبال الألب الجنوبية، ومن المتوقع أن ينخفض هطول الأمطار في الصيف بنسبة 17% في جبال الألب الشمالية و19% في جبال الألب الجنوبية. إن زيادة هطول الأمطار خلال الشتاء يعني تساقطًا كثيفًا للثلوج خلال فترات زمنية أقصر، ما يؤدي إلى مزيد من التياهير (الانهيارات الثلجية).

#### الثلوج
من المتوقع أن ينخفض تساقط الثلوج، حتى مع الزيادات المتوقعة في هطول الأمطار في فصل الشتاء، بسبب ارتفاع متوسط درجات الحرارة. ستقل توقعات تساقط الثلوج.

### موارد المياه
تغطي المسطحات المائية 43,000 هكتارًا في النمسا. يوجد نحو 6,000 مسطح مائي راكد متطور بشكل طبيعي، 59% منها بحالة جيدة جدًا و33% بحالة جيدة، وذلك في عام 2014. توجد في النمسا مياه جارية يبلغ طولها الإجمالي نحو 31,000 كم. في عام 2019، قُدرت نسبة الأنهار التي كانت في حالة بيئية جيدة جدًا أو جيدة بأقل من 40%. يمكن العثور على 136 كتلة من المياه الجوفية في النمسا، وفي عام 2014، تم تقييم ثلاثة منها على أنها في حالة سيئة كيميائيًا، بسبب التراكيز العالية من النترات.
يبلغ إجمالي الطلب السنوي على المياه نحو 3% من موارد المياه المتاحة، أي ما يعادل 2.6 مليار متر مكعب.

### النظم البيئية
تتمتع النمسا بختلف المناظر الطبيعية بالإضافة إلى التنوع المناخي والبيولوجي. تتلاقى منطقة حوض بانونيا مع المناطق الجغرافية الحيوية القارية. تقع 32% من قوس جبال الألب في النمسا، وهو أكبر جزء تمتلكه أي دولة.